# Hadena dissentanea
Hadena dissentanea là một loài bướm đêm trong họ Noctuidae.